# Tania Castiñeira Etcheverria
Pour les articles homonymes, voir Etcheverria.
Tania María Castiñeira Etcheverria, née le 15 janvier 2001, est une taekwondoïste espagnole.

## Biographie
Tania Castiñeira obtient la médaille de bronze dans la catégorie des plus de 73 kg aux Championnats du monde féminins de taekwondo 2021 à Riyad.